# Le Mariage de Babylas

Le Mariage de Babylas est un court métrage d'animation français de Ladislas Starewitch réalisé en 1921.

## Synopsis
Quand l'heure du coucher arrive, Nina doit interrompre le mariage du singe Babylas et Bébé, ses poupées préférées. À minuit, le mariage continue, mais Babylas s’échappe de la cérémonie. Il aime la belle dame de la lampe. Après quelques péripéties, il arrive chez elle, mais celle-ci le rejette. Finalement, il revient pour se marier avec Bébé, son véritable amour.

## Distribution
- Louis-Jacques Boucot : Babylas
- Nina Star

## Fiche technique
- Titre : Le Mariage de Babylas
- Réalisation : Ladislas Starewitch
- Scénario : Ladislas Starewitch
- Animation : Ladislas Starewitch
- Noir et blanc
- Date de sortie : 1921
- Durée : 10 minutes

Reception : le film fut projeté lors du Congrès de Strasbourg de l'Union des sociétés photographiques de France.
Retranscription exacte du Bulletin de la SFP de 1923 qui en témoigne : (..) « Le Mariage de Babylas » dont les scènes multiples et extrêmement mouvementées sont interprétées par des poupées. On se rendra compte de l’habileté et de la patience du metteur en scène, en songeant que le film comporte 12 000 épreuves qui ont été obtenues, une à une, après que pour chacune d’elles le metteur en scène eut disposé chacune des poupées dans la position, l’attitude et avec la physionomie voulue pour figurer les phases successives dont l’ensemble constituera sur l’écran la scène animée qu’il a voulu représenter. Très comique dans sa conception et d’une exécution irréprochable, ce film a été très applaudi.